# Литинский район
Ли́тинский райо́н (укр. Літинський район) — упразднённая административная единица на северо-западе Винницкой области Украины. Административный центр — посёлок городского типа Литин.

## География
Площадь — 960 км².
Основные реки — Згар, впадает в Южный Буг.

## История
Литинский район был образован 7 марта 1923 года. Упразднён 30 декабря 1962 года, восстановлен 8 декабря 1966 года.
17 июля 2020 года в результате административно-территориальной реформы район был упразднён, а его территории были включены в состав Винницкого и Хмельникского района (северная часть — Уладовский сельсовет).

## Демография
На 1 июня 2013 года население района составляло 36 468 человек, в том числе городское население 6740 человек (18,48 %), сельское — 29 728 человек (81,52 %).
На 1 января 2020 года население района составляло 33 691 человек.

## Административное устройство
Количество советов:
- городских — 0
- поселковых — 1
- сельских — 21

## Населённые пункты
Количество населённых пунктов:
- городов районного значения — 0
- посёлков городского типа — 1 (Литин)
- сёл — 59
- посёлков сельского типа — 2

Всего насчитывается 62 населенных пункта.

## Достопримечательности
С началом формирования уездных органов власти в г. Литине в 1805 году начала строиться крепость — «уездная тюрьма». В ней пребывал предводитель крестьянского движения Устим Кармелюк: в 1822—1832 годах он был заключён под стражу, был прибит «на цепи к столбу в камере». На сегодняшний[какой?] момент в памятнике архитектуры находятся залы Литинского краеведческого музея, их экспозиция повествует об истории края.
В Дьяковцах, в специально построенном помещении, были открыты литературный музей, библиотека М. Стельмаха. В музее сегодня находится: родительская усадьба, где ежегодно проходит праздник литературы и искусства «Велика рідня».
Из памяток сохранён дом уездной управы 1864 года (пгт Литин); комплекс сооружений церкви Рождества Богородицы: церковь, колокольня, ограда с вратами XVIII века (с. Журавное); усадьба генерал-губернатора Ф. Ф. Трепова; дворец (развалины), колодец, парк с алеей чёрных буков, посаженных Лотоцким в форме буквы С (более 200 лет), склеп Ф. Ф. Тюменева 1878 года с памятником, школа 1902 года с колодцем — по проекту архитектора Артинова (Майдан Куриловский, Майдан Трепова).